# Andrea Moda Formula
Vous lisez un « article de qualité » labellisé en 2015.  Il fait partie d'un « thème de qualité ».
Andrea Moda Formula est une éphémère écurie italienne de Formule 1, engagée en championnat du monde en 1992. L'équipe, basée à Ancône en Italie, est créée par l'homme d'affaires Andrea Sassetti, fondateur d'Andrea Moda, un fabricant d'accessoires de mode, qui a racheté l'ancienne écurie Coloni, présente en Formule 1 de 1987 à 1991.
Engageant les pilotes Alex Caffi et Enrico Bertaggia, Sassetti prend part au Grand Prix inaugural de la saison 1992, en Afrique du Sud, avec le châssis Coloni C4B déjà utilisé par Enzo Coloni l'année précédente, ce qui vaut à Andrea Moda Formula une exclusion du championnat du monde. Après avoir conclu un accord avec la Fédération internationale du sport automobile, Sassetti poursuit son aventure en Formule 1 à condition d'engager une nouvelle monoplace. Il achète alors la BMW S192 au bureau d'études britannique Simtec et la rebaptise Andrea Moda S921.
Forfait au Grand Prix du Brésil, le nouveau châssis n'étant pas finalisé, Sassetti limoge ses pilotes, qui se sont plaints de l'écurie dans la presse, et les remplace par l'expérimenté Roberto Moreno et le débutant Perry McCarthy. En douze engagements en Grand Prix, seul Moreno parvient à se qualifier, au Grand Prix de Monaco, où il abandonne en début de course à cause d'une panne moteur.
À l'issue du Grand Prix de Belgique et de nombreux événements qui ont très fortement discrédité l'écurie auprès de l'univers du sport automobile, la FISA décide d'exclure définitivement Andrea Moda Formula du championnat du monde de Formule 1.

## Création de l'écurie Andrea Moda Formula

### Rachat de l'écurie Coloni
Andrea Moda Formula trouve ses origines au sein de l'écurie italienne Coloni, qui, de 1987 à 1991, a participé à quatorze Grands Prix de Formule 1 en soixante-cinq engagements. La petite écurie, au budget minime et aux moyens techniques très modestes, est considérée en 1991 par la presse comme « la risée de la Formule 1 ». Coloni ayant échoué pendant ses deux dernières saisons et demi à franchir l'étape des préqualifications, est surnommée « le roi des non qualifiés ». À l'été 1991, Coloni se retrouve en défaut de paiement. Après une tentative infructueuse de se rapprocher indirectement de Lamborghini en souhaitant fusionner avec la moribonde Modena Team, Enzo Coloni vend en septembre 1991 son équipe, criblée de dettes, à l'homme d'affaires italien Andrea Sassetti, notamment connu dans l'univers de la mode, pour un montant de huit millions de dollars. Pour les deux dernières manches de cette saison, l'écurie conserve la dénomination Coloni Racing Srl, puis est renommée Andrea Moda Formula en 1992.
Andrea Sassetti est également propriétaire d'une chaîne de discothèques en Italie et l'univers fermé de la Formule 1 comprend mal sa volonté d'intégrer la discipline-reine du sport automobile qui lui est totalement inconnue. Il est généralement décrit comme un « magnat de la chaussure », un « patron d'un groupe industriel de la chaussure », ou le « roi italien du prêt-à-porter »,,,.
Si des observateurs pensent que Sassetti s'intéresse sérieusement à la Formule 1, d'autres voient en l'arrivée d'Andrea Moda Formula une tentative de la part de Sassetti de promouvoir son entreprise de mode grâce au sport automobile, à l'instar de Benetton via Benetton Formula. Enfin, quelques observateurs suggèrent que l'engagement de Sassetti a pour finalité le blanchiment d'argent.

### Participation au Bologna Sprint, transition entre Coloni et Andrea Moda
Les 7 et 8 décembre 1991, soit un mois après le dernier Grand Prix de la saison, l'écurie participe sous la dénomination Coloni Andrea Moda Formula au Bologna Sprint, une épreuve d'exhibition organisée en marge du Motor Show de Bologne, une exposition internationale reconnue par l'Organisation internationale des constructeurs automobiles qui se tient dans les salons de la foire de Bologne. Bien que l'épreuve soit baptisée indoor, la piste, d'une longueur de 1 300 mètres, est située à l'extérieur des locaux de l'exposition. Cette « compétition-spectacle » permet aux écuries de se présenter devant leur public et est un moyen pour les directeurs d'écurie de nouer des contacts avec d'éventuels partenaires financiers pour compléter leur budget pour la saison à venir.
Pour cette quatrième édition, l'écurie engage une Coloni C4 à la livrée noire, pilotée par l'Italien Antonio Tamburini, alors pilote de Formule 3000, tandis que Fondmetal engage une FA1M-E à Gabriele Tarquini, un ancien de l'écurie italienne. La Scuderia Minardi engage deux monoplaces : une M191, confiée à son pilote titulaire, Gianni Morbidelli, et une M190, confiée au pilote d'essais Marco Apicella. La Scuderia Italia dispute le trophée avec une Dallara 191, pilotée par Jyrki Järvilehto. Enfin, Lotus, qui est la première écurie non italienne de l'histoire à participer au Trofeo Indoor di Formula 1, engage une Lotus 102B, confiée à son titulaire, Johnny Herbert.
Pour les quarts de finale, Tamburini affronte Morbidelli dans une course sprint. S'il remporte cette manche, il perd la demi-finale qui l'oppose à Herbert,.

### Des installations précaires
Au début de la saison 1992 de Formule 1, le siège d'Andrea Moda Formula se situe dans les anciens ateliers de l'écurie Coloni, à Passignano sul Trasimeno, une petite ville d'Italie centrale,. En mars 1992, Sassetti déménage l'écurie vers les Marches, sa région natale. Si la quasi-totalité des sources affirment qu'Andrea Moda Formula a établi son siège social à Ancône, il est également évoqué que la ville de Morrovalle, située à 50 kilomètres d'Ancône, abrite l'écurie,,. La nouvelle structure est quoi qu'il en soit installée dans l'un des entrepôts du fabricant de chaussures Andrea Moda, et jouxte un atelier où sont confectionnées les bottes et les chaussures de la marque. À propos de son unique visite dans les locaux d'Andrea Moda Formula, en juin 1992, Perry McCarthy, l'un des pilotes de l'écurie, déclare qu'il se sentait « plus dans un repaire criminel que dans un siège social d'une écurie de Formule 1 ».
Andrea Moda Formula utilise le matériel de l'ancienne écurie Coloni. Selon les observateurs, Sassetti a très peu voire pas investi du tout dans l'amélioration des installations, signe de l'amateurisme de la nouvelle équipe. En janvier 1992, le pilote suisse Gregor Foitek, candidat à un baquet chez Andrea Moda Formula, visite les infrastructures de l'écurie italienne et déclare qu'elles « sont si mauvaises qu'elles ne peuvent pas être associées à la Formule 1 ». De plus, Andrea Moda Formula ne dispose pas du matériel nécessaire à l'exploitation simultanée de deux monoplaces de Formule 1. Ainsi, à plusieurs reprises, les mécaniciens ont dû emprunter des outils et du matériel à d'autres écuries rivales. Sassetti a recruté entre autres un mécanicien et un chauffeur de camion parmi des artisans de son usine de chaussures. Selon le magazine Formula One International, il a également produit une brochure promotionnelle de son écurie avec en couverture une « ombre de femme nue jouant du saxophone », autre preuve de l'amateurisme et du caractère douteux de Sassetti et de son écurie.

## La préparation au championnat du monde de Formule 1 1992

### Le vétuste châssis Coloni C4B

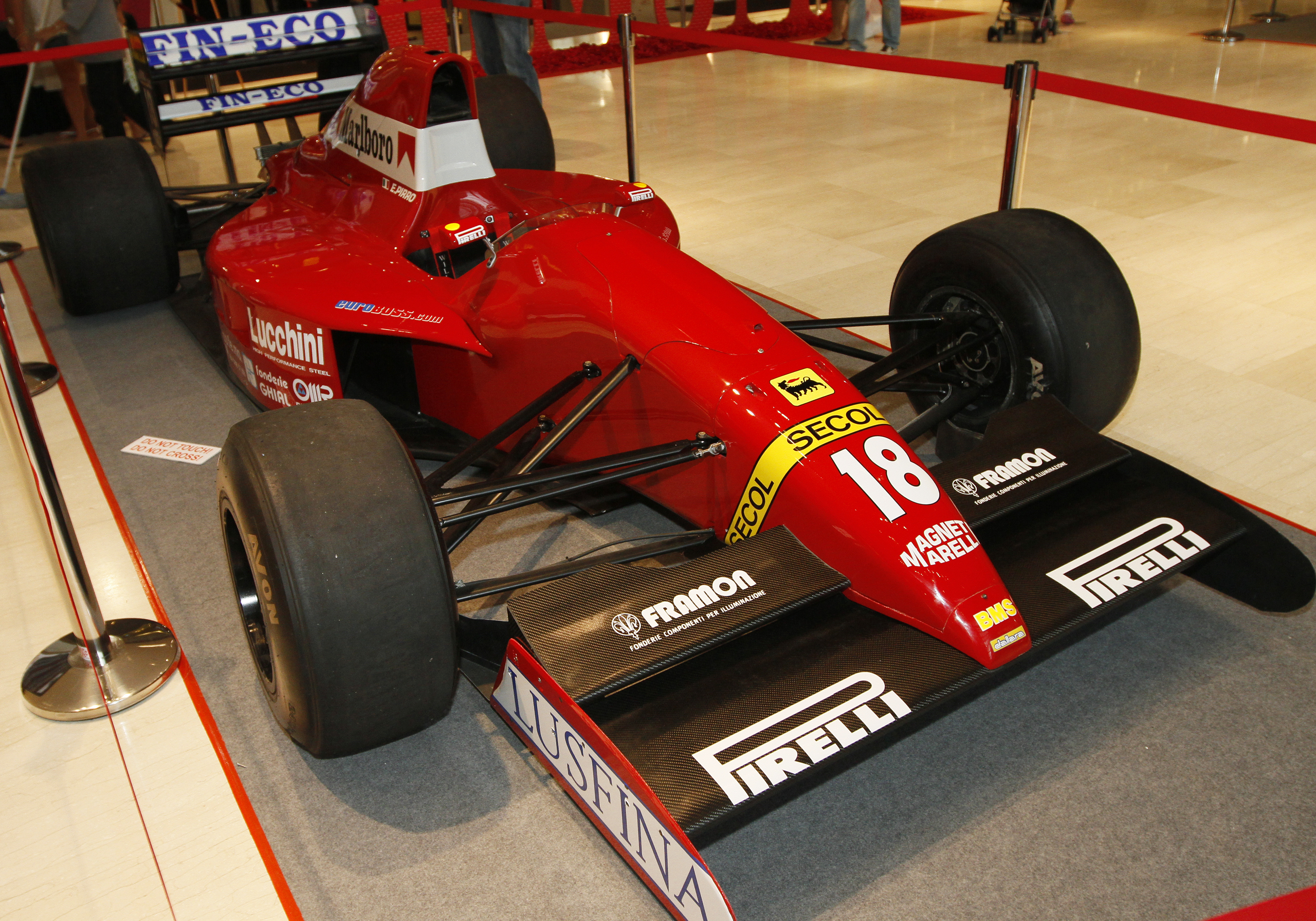
L'essieu arrière et le moteur Judd GV de la Coloni C4B proviennent de la Dallara 191 de 1991.

Au printemps 1989, Christian Vanderpleyn conçoit la Coloni FC189, équipée d'un moteur V8 Ford-Cosworth DFR. Si Roberto Moreno ne qualifie sa modeste monoplace qu'à trois reprises sur onze engagements, Pierre-Henri Raphanel ne parvient jamais à se préqualifier. En 1990, Vanderpleyn adapte le châssis pour lui greffer un moteur Subaru. La FC189B, pilotée par Bertrand Gachot, échoue à se préqualifier lors de ses huit engagements en Grand Prix. À l'été 1990, le bloc Subaru est remplacé par le moteur Ford-Cosworth, mais Gachot, au volant de la désormais Coloni FC189C, ne parvient pas à améliorer ses performances. Pour 1991, Coloni confie la FC189C aux étudiants de l'université de Pérouse, qui l'adaptent en une version C4. Ce châssis, pilotée par Pedro Chaves, puis Naoki Hattori, ne se préqualifie à aucune course de la saison.
En décembre 1991, l'écurie italienne annonce qu’un nouveau châssis, l'Andrea Moda S921, est en préparation au bureau d'études britannique Simtec, à Banbury, pour le début de la saison européenne. Dès lors, pour le début de la saison 1992, Andrea Sassetti souhaite remettre à niveau la Coloni C4, vieille de deux ans et demi. Pour ce faire, il achète deux moteurs V10 Judd GV de 750 chevaux à 13 500 tours par minute (soit 130 chevaux plus puissant que le bloc Ford-Cosworth DFR), utilisés l’année précédente par la Scuderia Italia pour ses Dallara 191, ainsi que l'essieu arrière et la boîte de vitesses à six rapports de la 191. Dans les premières semaines de l'année 1992, ces pièces d'occasion sont greffées à la Coloni C4 par les étudiants de l'université de Pérouse, sous la direction de Paul Burgess. Au début de février, le châssis, dénommé Coloni C4B, est testé par Alex Caffi sur le circuit de Misano,,.

### Le recrutement d'Alex Caffi et Enrico Bertaggia

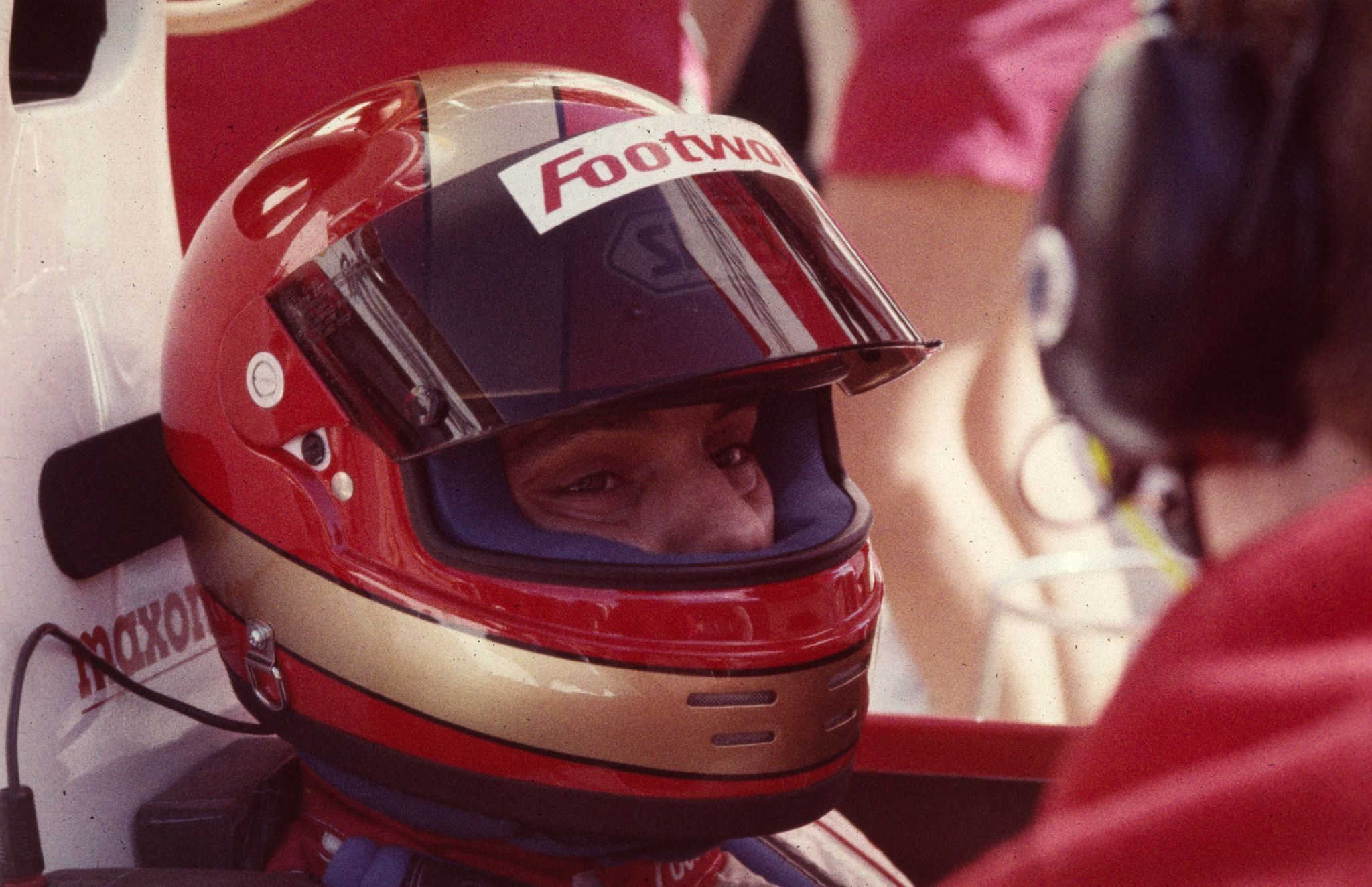
Alex Caffi, ici en 1991, effectue chez Andrea Moda Formula sa septième saison en Formule 1.

Le premier pilote engagé, à la mi-décembre 1991, est l'Italien Alex Caffi,. Après trois saisons disputées en championnat d'Italie de Formule 3, où il se classe dans les trois premiers, Caffi commence sa carrière en Formule 1 au sein de la modeste écurie Osella lors du Grand Prix d'Italie 1986, lors duquel il termine onzième et dernier. Engagé par Enzo Osella pour la saison 1987, le jeune Italien dispose d'une des monoplaces les plus lentes et les moins fiables du plateau, avec laquelle il parvient toutefois à terminer douzième du Grand Prix de Saint-Marin et à se qualifier en seizième position à Monaco. En 1988, il rejoint la nouvelle Scuderia Italia, où, toujours au volant d'une monoplace peu compétitive, se classe dans les dix premiers à plusieurs reprises et se retrouve deuxième du Grand Prix des États-Unis avant d'abandonner. L'année suivante, il marque ses premiers points en Formule 1 et obtient comme meilleur résultat une quatrième place à Monaco. En 1990, il est engagé par Arrows où il ne marque que deux points, encore dans les rues monégasques. La saison suivante, Arrows devient Footwork Racing. Au volant d'une monoplace qui échoue constamment à se qualifier pour la course, Caffi se blesse lors du Grand Prix de Monaco et doit observer une période de convalescence de deux mois et demi. À son retour, il n'est qualifié que lors des deux dernières courses de la saison. À la suite de cette saison désastreuse et d'un grave accident de la route à Brescia, sa ville natale, où il se brise la mâchoire, durant l'hiver 1991-1992, Caffi songe à mettre un terme à sa carrière en Formule 1. Néanmoins, il rejoint Andrea Moda Formula, pensant que cette nouvelle écurie lui apportera un second souffle : « Je vois qu'Andrea Moda est intéressé, et au début, j'ai été impressionné. Il y avait beaucoup de bons gars, ils ont donné une bonne impression. Sassetti avait beaucoup d'argent et il voulait investir dans l'équipe ».
Andrea Sassetti noue des contacts avec le Suisse Gregor Foitek et l'Allemand Christian Danner pour pourvoir le poste de second pilote. Toutefois, Foitek, déçu de sa visite des locaux d'Andrea Moda Formula en janvier 1992, décline la proposition, tandis que les négociations avec Danner échouent, ce dernier n'ayant pas de budget à apporter à l'écurie,.
La seconde monoplace est confiée à l'Italien Enrico Bertaggia, annoncé lors de la date butoir des inscriptions des pilotes pour le championnat 1992, le 5 février. Ayant couru en karting durant sa jeunesse, Bertaggia prend part au championnat d'Italie de Formule 3 1985. Il remporte le titre en 1987 au sein de l'écurie Forti Corse, qui décide de l'engager dans le championnat international de Formule 3000 1988. Toutefois, le jeune espoir italien accumule les non-qualifications et ne marque aucun point. La même année, il remporte les prestigieux Grands Prix de Monaco et de Macao de Formule 3. En 1989, alors qu'il dispute quelques courses du championnat de Formule 3000, l'écurie de Formule 1 Coloni l'embauche pour les dernières manches de la saison. Pour autant, cette expérience s'avère être un désastre puisqu'il échoue à se préqualifier lors des six Grands Prix pour lesquels il est engagé, Bertaggia étant le pilote le plus lent du plateau. L'année suivante, l'Italien, un temps approché pour un poste de pilote essayeur par McLaren Racing, s'exile au Japon pour y disputer pendant deux saisons le championnat local de Formule 3000, pour Footwork Racing,.

### Une écurie soumise aux préqualifications
Au début des années 1990, le nombre d'écuries engagées en Formule 1 décroit. Alors que vingt équipes et trente-neuf pilotes participent au championnat 1989, dix-neuf équipes prennent part à la saison 1990, puis dix-huit en 1991. En effet, quelques écuries ont fermé leurs portes : Rial Racing et Zakspeed se sont retirés en 1989, Eurobrun Racing, Onyx Grand Prix et Life Racing Engines (qui ne dispute d'une saison) ont disparu en 1990, puis Automobiles Gonfaronnaises Sportives et Modena Team (une seule saison disputée) en 1991. Ainsi, avec l'arrivée de Jordan Grand Prix en 1991, seize écuries engageant deux monoplaces chacune participent au championnat 1992,,,.
Conformément à la réglementation de la Formule 1, seuls trente pilotes peuvent être admis aux qualifications. Puisque trente-deux monoplaces sont engagées en 1992, une séance de préqualifications est organisée le vendredi matin de chaque Grand Prix, de 8h à 9h, afin d'éliminer deux pilotes. Étant considérée comme une nouvelle écurie, Andrea Moda Formula participe à cette séance, à l'instar des écuries les moins performantes de la saison 1991. Les pilotes effectuant les quatre meilleurs temps des préqualifications accèdent à la séance de qualifications tandis que les deux autres sont éliminés pour le reste du Grand Prix.

## Un début de saison catastrophique

### L'exclusion du Grand Prix d'Afrique du Sud

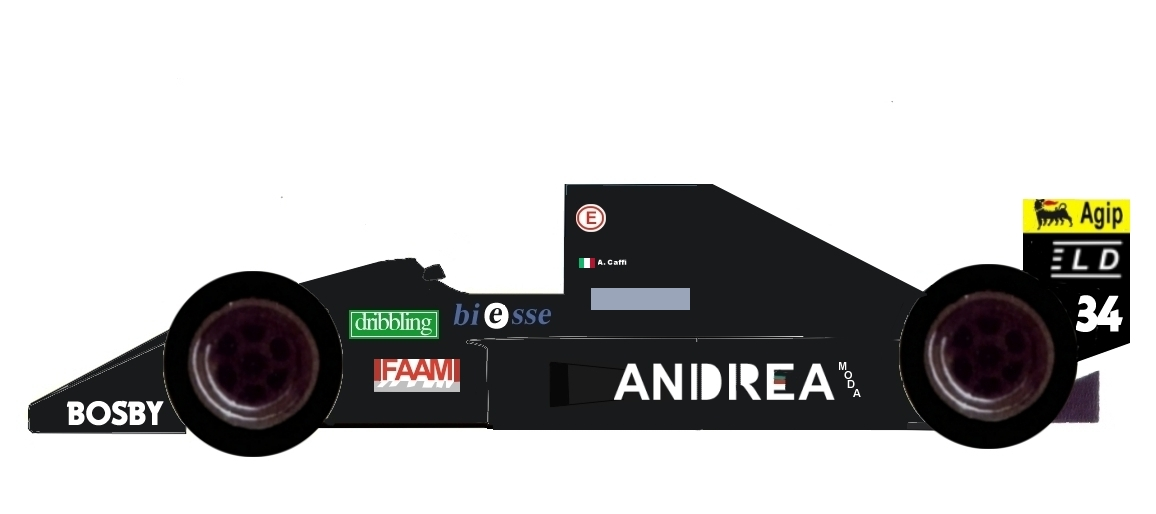
Représentation de la Coloni C4B telle qu'elle est engagée au Grand Prix d'Afrique du Sud 1992.

Le premier Grand Prix de Formule 1 auquel Andrea Moda Formula est engagée est celui d'Afrique du Sud, manche inaugurale de la saison 1992, disputée du 28 février au 1er mars 1992, où se rendent Alex Caffi et Enrico Bertaggia. Le jeudi avant le Grand Prix, Caffi prend part à une séance d'entraînement avec la Coloni C4B, la FISA accordant à tous les pilotes le droit de reconnaître le nouveau tracé du circuit de Kyalami, qui a subi des travaux de rénovation. L'Italien n'effectue qu'un demi tour de piste, sa monoplace étant victime d'une batterie défectueuse. Bertaggia ne participe pas à cette séance, puisqu'une seule monoplace est prête pour ce Grand Prix. D'après un communiqué de presse, Andrea Sassetti a licencié un mécanicien après que celui-ci ait travaillé sur une deuxième C4B contre les instructions.
En effet, il est très peu probable qu'il y ait une C4B pour chaque pilote, puisqu'il n'existait qu'un seul exemplaire de la Coloni C4. Si toutes les sources rapportent qu'un seul châssis est prêt pour le Grand Prix d'Afrique du Sud, seul le magazine zurichois Motorsport Aktuell rapporte qu'Andrea Moda a emmené une deuxième C4B, non assemblée. N'ayant pas les ressources de construire une C4B à partir de rien, si cet hypothétique châssis a existé, alors il s’agit d'une adaptation de la Coloni FC189B à moteur Subaru.
Avant la séance de préqualifications, la FISA procède à l'inspection technique des monoplaces engagées pour le Grand Prix d'Afrique du Sud. À la suite de ce contrôle, l'instance dirigeante de la Formule 1 décide d'exclure Andrea Moda Formula du championnat du monde. En effet, la FISA considère qu'Andrea Moda est une nouvelle écurie : de ce fait, selon les accords Concorde, elle doit engager un châssis inédit, la Coloni C4B étant jugée trop similaire à la C4 engagée par Coloni en 1991. De plus, Sassetti n'a pas payé la caution de 100 000 dollars à la FISA que chaque nouvelle équipe arrivée en Formule 1 doit régler. En effet, Sassetti affirme que son écurie doit être considérée comme la simple successeur de Coloni, et non comme une nouvelle équipe, de sorte à pouvoir engager légalement un ancien châssis et à ne pas payer de caution d'entrée à la FISA. Cette dernière juge quant à elle que Sassetti a fondé une nouvelle écurie, puisqu'il s'est simplement contenté de racheter les anciennes monoplaces et les équipements d'Enzo Coloni, sans pour autant acheter son droit à participer au championnat du monde,.

### L'Andrea Moda S921 et le Grand Prix du Mexique

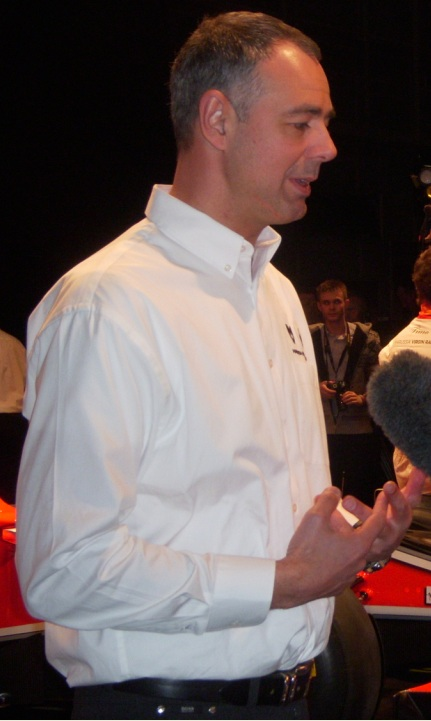
Nick Wirth, ici en 2011, est le concepteur de l'Andrea Moda S921.

Deux jours après le Grand Prix d'Afrique du Sud, alors qu'Andrea Sassetti envisage de fermer immédiatement son écurie, il conclut un accord avec la FISA selon lequel Andrea Moda Formula, qui a finalement payé la caution, est admise à participer au championnat du monde de Formule 1 à condition qu'elle engage un châssis inédit en Grand Prix. L'écurie n'ayant ni les moyens financiers ni le temps de concevoir une nouvelle monoplace elle-même, elle avait confié cette tâche en décembre 1991 au bureau d'études britannique Simtec, fondé en 1989 par l'ingénieur Nick Wirth et Max Mosley, le président de la FISA. Le nouveau châssis devant être prêt pour le Grand Prix suivant, au Mexique, Andrea Moda Formula presse Simtec afin que le travail soit achevé dans les temps. En effet, en 1990, Simtec conçoit en secret une monoplace pour le constructeur allemand BMW, désireux d'entrer en Formule 1. Cette voiture, la BMW S192, est considérée par le constructeur bavarois comme une première étape de son engagement afin de mieux connaître l'environnement de la discipline-reine du sport automobile. Le projet finalement abandonné, Wirth vend la S192 à Andrea Moda Formula, l'ingénieur souhaitant voir sa création en piste pour la première fois. Pour autant, Simtec, qui doit adapter sa monoplace, ne garantit la livraison des châssis que pour le Grand Prix d'Espagne, au début de mai. Andrea Moda risque donc une amende de la FISA pour non-présentation de ses monoplaces aux premières courses de la saison.
La désormais Andrea Moda S921 est achevée en mars 1992, Simtec devant terminer la monoplace au plus vite. Pour ce faire, certains mécaniciens d'Andrea Moda Formula ont prêté main-forte au bureau d'études britannique, ainsi que quelques mécaniciens provenant d'écuries rivales, afin de gagner un peu d'argent. Deux exemplaires (S921/1 et S921/2) ont été finalement construits, le châssis S921/3 initialement prévu ayant été abandonné faute de moyens suffisants. Néanmoins, les deux monoplaces ne sont jamais prêtes simultanément à l'emploi, Andrea Moda Formula ne disposant pas d'assez de pièces pour faire tourner les deux châssis. Ainsi, la S921/2 est considérée comme une voiture-mulet et un réservoir de pièces détachées pour la S921/1. De plus, celle-ci hérite des pièces défectueuses de la première voiture, comme la colonne de direction ou les suspensions, par exemple.
Andrea Moda Formula, qui a passé à la mi-mars avec succès le crash-test de la S921 imposé par la FISA, annonce la présentation de la nouvelle monoplace pour le Grand Prix du Mexique, mais le châssis ne peut être pleinement opérationnel qu'en avril. Andrea Sassetti achemine néanmoins sur l'Autódromo Hermanos Rodríguez deux coques nues, quelques éléments de carrosserie, deux moteurs, des éléments de suspension, deux transmissions et des caisses de transport. L'écurie, bien que ne disposant que de deux monoplaces inutilisables, est donc présente au Grand Prix et évite une amende de 200 000 dollars pour avoir manqué une manche du championnat du monde, Sassetti invoquant le cas de force majeure selon lequel il ne pouvait assembler ses voitures.

### Caffi et Bertaggia remplacés par Roberto Moreno et Perry McCarthy

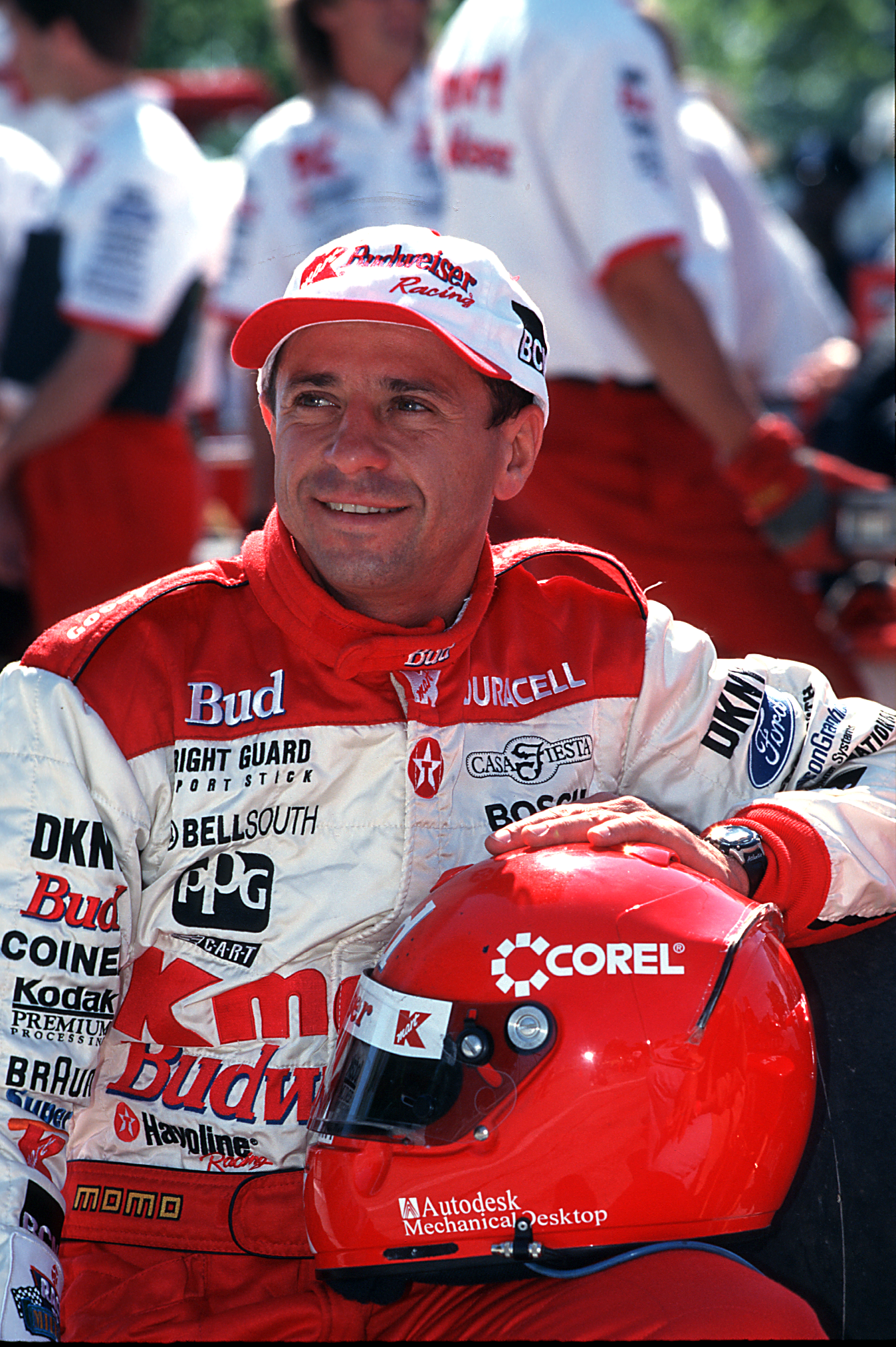
Roberto Moreno, ici en 1997, devient le premier pilote d'Andrea Moda Formula après le licenciement d'Alex Caffi.

Désormais sans pilote, Andrea Sassetti convainc le Brésilien Roberto Moreno de venir courir pour son écurie. Champion du Brésil de karting en 1976 puis champion d'Angleterre de Formule Ford 1600, Moreno s'engage l'année suivante au championnat britannique de Formule 3, sans réel succès, mais obtient un poste de pilote d'essais pour Team Lotus. En 1982, alors champion de Formule Pacific, Moreno est appelé par Lotus pour remplacer Nigel Mansell au Grand Prix des Pays-Bas. Le Brésilien, non-qualifié, est très largement supplanté par son coéquipier Elio De Angelis. Cette piètre performance l'oblige à se redescendre d'une catégorie ; il rebondit en devenant vice-champion de Formule 2 en 1984. Après deux saisons ternes en CART, Moreno termine troisième du Championnat international de Formule 3000 1987. Cette performance lui vaut d'intégrer l'écurie française Automobiles Gonfaronnaises Sportives en fin de saison ; il marque son premier point au Grand Prix d'Australie 1987. Moreno ne trouve pas pour autant de volant en Formule 1 en 1988 mais remporte le Championnat international de Formule 3000. L'année suivante, il intègre la moribonde écurie Coloni et accumule les non-qualifications. En 1990, il rejoint Eurobrun Racing qui fait faillite avant la fin de saison. Nelson Piquet, son ami d'enfance, lui obtient un volant chez Benetton Formula pour remplacer Alessandro Nannini, blessé ; le Brésilien monte pour la première fois de sa carrière sur le podium au Japon, juste derrière Piquet. Reconduit pour la saison suivante, Moreno est remplacé par le novice Michael Schumacher après que l'Allemand a démontré son talent dès son premier départ dans la discipline. Après quelques piges pour Jordan Grand Prix et Scuderia Minardi, les observateurs considèrent Moreno, qui a fait l'essentiel de sa carrière dans de petites écuries, comme « l'homme des cas désespérés ».

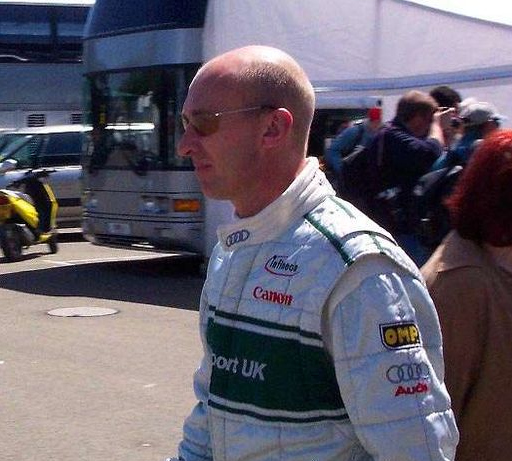
Perry McCarthy, bien qu'il n'apporte aucun budget à l'écurie, est engagé comme second pilote, en remplacement d'Enrico Bertaggia.

Le second pilote engagé est le Britannique Perry McCarthy. Champion Autosport de Formule Ford en 1983, McCarthy rejoint le championnat britannique de Formule 3 en 1986 et obtient trois podiums en deux saisons. En 1988, il intègre ponctuellement le Championnat international de Formule 3000 où il cumule une non-qualification et deux accidents. La saison suivante n'est guère plus satisfaisante puisque son meilleur résultat est une septième place à Spa-Francorchamps. N'ayant pas les moyens financiers de disputer le championnat dans son intégralité, il rejoint l'année suivante les championnats d'endurance américains organisés par l'International Motor Sports Association pour deux saisons et remporte une victoire en 1990. Pilote-essayeur en Formule 1 pour Footwork Racing en 1991, McCarthy se retrouve ensuite sans volant,. « Désespéré » par cette situation, il est contacté par l'avocat d'Eddie Jordan qui lui apprend qu'un baquet est à pourvoir chez Andrea Moda Formula. Grâce au soutien de Mike Francis, l'agent de Nigel Mansell, il est engagé par Andrea Sassetti mais n'a droit à aucun salaire. Il finance ses déplacements en tant qu'employé comme coursier pour Chequers Travel, une agence qui organise des voyages à destination des Grands Prix de Formule 1.
Moreno et McCarthy sont confirmés par Andrea Moda Formula le 30 mars, une semaine seulement avant le Grand Prix du Brésil,.

### Grand Prix du Brésil: problème de Superlicence pour McCarthy et premier roulage de la S921
Le weekend précédant le Grand Prix du Brésil, Perry McCarthy contacte Bernie Ecclestone, le vice-président de la FISA, pour savoir s'il peut prétendre à l'obtention de la superlicence indispensable pour participer au championnat du monde de Formule 1. Ecclestone, qui pense qu'il est peu probable qu'il obtienne ce sésame faute d'avoir couru une saison complète en Formule 3000, lui conseille de demander le soutien de la RAC Motor Sports Association, la fédération britannique de sport automobile. Le mardi 31 mars, la RAC MSA annonce à McCarthy qu'il est « apte à faire une demande d'obtention de superlicence »  auprès de la FISA. Malheureusement pour lui, McCarthy comprend que la superlicence lui est accordée et ne poursuit pas ses démarches. Le jeudi matin avant le Grand Prix, arrivé à Interlagos, il affirme à Roland Bryunsaraede, le directeur de course officiel, que tout est en ordre et se voit remettre sa superlicence en échange des 700 dollars requis par le règlement. Dans l'après-midi, la FISA la lui retire puisque la commission F1, seul organisme à pouvoir délivrer une autorisation à prendre part aux Grands Prix de Formule 1, n'a pas été réunie. McCarthy et Ecclestone se montrent très frustrés de cette décision d'autant que Michael Bartels, Fabrizio Barbazza, Giovanna Amati et Paul Belmondo, qui n'ont pas démontré leur talent en Formule 3000, ont obtenu leur superlicence sans difficulté,,.
Roberto Moreno, seul pilote de l'écurie à pouvoir disputer les pré-qualifications du Grand Prix du Brésil, ne quitte les stands à bord de l'Andrea Moda S921 que vingt minutes de la fin de la séance. En effet, les mécaniciens éprouvent beaucoup de difficultés à démarrer la monoplace, au point que les observateurs jugent les hommes d'Andrea Sassetti « désorganisés, ridicules et démunis ». Dans son tour le plus rapide, Moreno rend en moyenne 48 km/h à Nigel Mansell, l'auteur de la pole position sur Williams-Renault. Le Brésilien échoue donc en pré-qualification pour les 15 secondes qui le séparent de la Larrousse-Lamborghini du Japonais Ukyo Katayama, dernier pré-qualifié pour le reste du weekend de course,.

### Tentative de retour d'Enrico Bertaggia
Fin avril, les écuries participent à une semaine d'essais privés sur le circuit d'Imola. Roberto Moreno boucle ses premiers tours à pleine vitesse avec la S921, alors que Perry McCarthy reçoit sa superlicence, obtenue grâce aux soutiens de Max Mosley, Bernie Ecclestone et des directeurs d'écurie Frank Williams (Williams F1 Team), Ron Dennis (McLaren Racing), Flavio Briatore (Benetton Formula) et Giancarlo Minardi (Scuderia Minardi),. Dans un entretien à la presse paru en 2014, McCarthy revient sur cet événement : « Bernie aime les battants. Premièrement, il a appelé le membre brésilien de la commission F1, qui était clairement terrifié par lui. Puis il m'a dit que ce serait discuté lors de la prochaine réunion de la commission, et que lui et Max Mosley voteraient pour moi. Il m'a dit de faire pression sur Frank Williams, Ron Dennis, Flavio Briatore, Marco Piccinini chez Ferrari et Giancarlo Minardi. Frank, Ron et Giancarlo ont été vraiment sympas avec moi, mais Flavio me regardait comme si j'étais un insecte posé sur le pare-brise propre de sa voiture et je pense qu'il n'avait pas la moindre idée de qui j'étais. Toutefois, il a finalement voté pour moi ».
Dans le même temps, Enrico Bertaggia, qui a trouvé de nouveaux commanditaires pouvant apporter un soutien financier à hauteur d'un million de dollars, tente de revenir chez Andrea Moda Formula. Andrea Sassetti qui souhaite dès lors limoger McCarthy pour rengager le Brésilien, se heurte au refus de la FISA qui lui rappelle qu'il a déjà effectué ses deux changements de pilotes autorisés par le règlement,.
McCarthy devient « l'enfant mal-aimé de l'équipe » car Sassetti voit en lui une des principales raisons pour lesquelles son écurie se trouve obligée de composer sans les fonds qu'aurait apportés Bertaggia,. McCarthy, défavorisé par rapport à Moreno, couvre moins de tours chronométrés ce qui réduit d'autant ses chances de pré-qualification. Sassetti tente de pousser McCarthy à la démission en le laissant rarement prendre la piste et en lui donnant un matériel qui mettrait en jeu sa sécurité. Le Britannique s'accroche à son poste de titulaire car il n'a pas d'autres options, ses négociations pour un rôle de pilote-essayeur chez Footwork Racing ayant échoué car Sassetti ne l'a pas libéré de son contrat avec l'écurie.

## Des performances qui s'améliorent quelque peu en début de saison européenne

### Problèmes de fiabilité aux Grands Prix d'Espagne et de Saint-Marin
Pour le Grand Prix d'Espagne, les mécaniciens passent la nuit à assembler les deux Andrea Moda S921. Lors des préqualifications, organisés à 8 heures, Roberto Moreno ne réalise qu'un tour avant que son moteur ne casse. Il est alors convenu que Perry McCarthy fasse trois tours lents et laisse sa monoplace à Moreno pour qu'il puisse se préqualifier. McCarthy, pensant se rendre sur le circuit de Barcelone avec les mécaniciens, arrive en retard dans son stand, amené en urgence par le frère d'Andrea Sassetti. Sa monoplace peine à démarrer en raison d'un problème dans les trompettes d'admission, provoquant un départ de flammes qui conduisent les mécaniciens à asperger le Britannique avec un extincteur. Réussissant à mettre en marche le moteur, McCarthy quitte donc la voie des stands, mais le bloc Judd casse après avoir parcouru dix-huit mètres, mettant fin à sa séance de préqualification ainsi qu'à celle de Moreno. Lors de cette session, le Brésilien rend près de dix secondes au pilote Fondmetal Andrea Chiesa, dernier préqualifié pour le reste du Grand Prix,. McCarthy livre ses premières impressions sur la S921 de façon sarcastique : « La voiture a saturé ».
Deux semaines plus tard, à Saint-Marin, la S921 s'avère être plus compétitive que lors des précédents Grands Prix : bien que Roberto Moreno échoue de nouveau à se préqualifier, il ne rend plus que quatre dixièmes de secondes à Andrea Chiesa (Fondmetal-Ford-Cosworth), quatrième et dernier préqualifié. Toutefois, le Brésilien voit sa session interrompue par un problème de roulement de roue. Perry McCarthy, autorisé à faire sept ou huit tours, réalise le dernier chrono de la feuille des temps, tournant près de 8,5 secondes plus lentement que son expérimenté coéquipier, avant qu'un problème de différentiel ne mette fin à sa séance,,.

### Exploit à Monaco, tentative de meurtre contre Sassetti

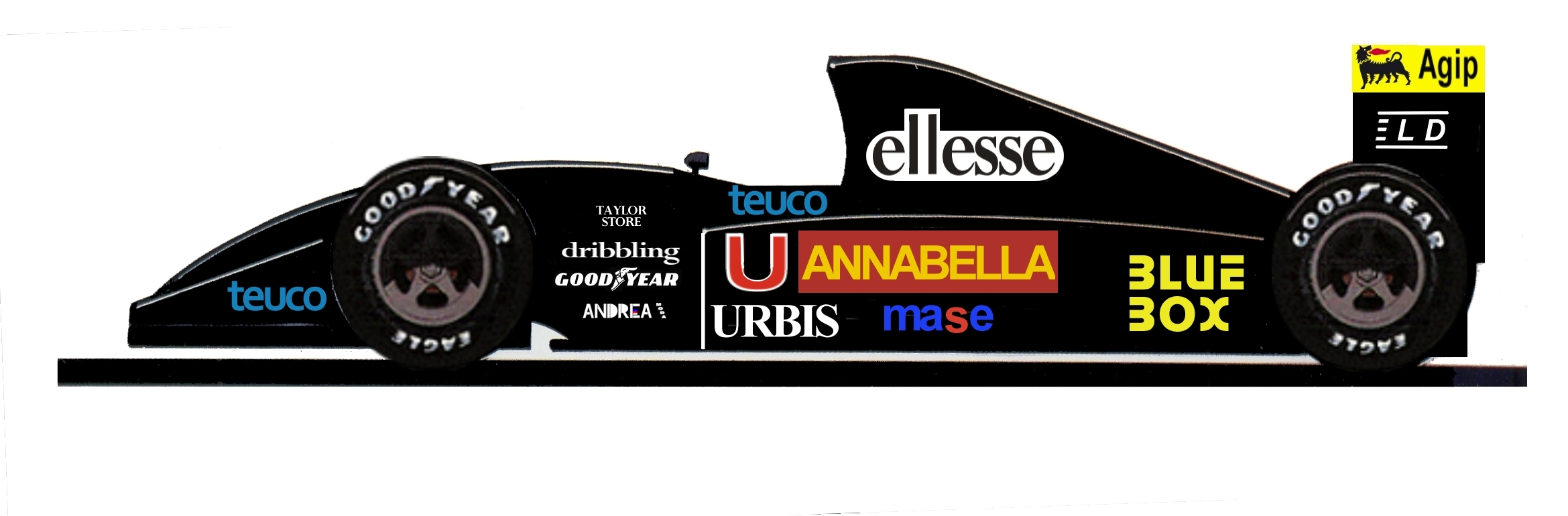
Représentation de l'Andrea Moda S921 telle qu'elle est engagée à Monaco.

Fin mai, les écuries disputent le Grand Prix de Monaco, sixième manche de la saison. Lors des préqualifications du jeudi matin, Perry McCarthy pilote une S921 dont le siège baquet est inadapté à son corps. Après trois tours non chronométrés, le directeur sportif de l'écurie, Frédéric Dhainhaut, ordonne au Britannique de rentrer aux stands afin de laisser sa monoplace à Roberto Moreno, la sienne n'étant pas prête. La brève apparition de McCarthy sur le circuit de Monaco est alors considérée par les observateurs comme un simple alibi pour que l'écurie ne soit pas sanctionnée par le fait que le Britannique ne roule pas, sa monoplace étant vue par Andrea Moda Formula comme une voiture de rechange pour Moreno,. À son volant, le Brésilien réalise le troisième temps des préqualifications, devançant la Fondmetal-Ford-Cosworth d'Andrea Chiesa et la Larrousse-Lamborghini d'Ukyo Katayama. Il décroche ainsi la première préqualification de l'histoire d'Andrea Moda Formula.
Après avoir réalisé le vingt-cinquième temps des premiers essais libres, à 5,5 secondes du chrono de référence établi par Nigel Mansell sur Williams FW14B, Moreno obtient la vingtième place provisoire de la séance de qualifications du jeudi,. Le lendemain, sa S921 souffre de problèmes de boîte de vitesses et de roulement de fusée. Lors des seconds essais libres, le Brésilien réalise le vingt-septième temps. En qualifications, tous les pilotes améliorent leurs temps : bien que Moreno améliore de deux dixièmes sa performance de la veille, il se qualifie en vingt-sixième et dernière position pour la course, à 5,5 secondes de la pole position de Mansell, et devançant même les Brabham BT60B d'Eric van de Poele et Damon Hill.
Pour l'unique course d'Andrea Moda Formula, Roberto Moreno reste en dernière position jusqu'au onzième tour, lors duquel il abandonne en raison de la casse de son moteur Judd, alors qu'il était dix-neuvième grâce aux sept abandons déjà survenus,.
Peu après l'épreuve monégasque, alors qu'un incendie criminel ravage une des discothèques d'Andrea Sassetti, située sur la côte est italienne, Sassetti, qui fuit les flammes, se fait tirer dessus, mais en réchappe. Des liens sont établis entre l'entrepreneur italien et la mafia.

## Des frasques à répétition mènent Andrea Moda Formula à l'exclusion définitive du championnat

### Des forfaits à Montréal et à Magny-Cours prouvant l'amateurisme de l'écurie
Après la bonne prestation de Moreno à Monaco, Andrea Moda Formula fait désormais plus souvent parler d'elle pour ses frasques que pour ses performances en piste. En effet, lors du Grand Prix du Canada, l'écurie italienne arrive sur le circuit Gilles-Villeneuve sans ses moteurs Judd. Sassetti explique qu'un orage s'est abattu sur Londres au moment où l'avion allait décoller et que le commandant de bord a exigé que l'on décharge plusieurs caisses de fret par mesure de sécurité et, manque de chance, ce sont ses caisses qui ont été sacrifiées. La littérature rapporte également qu'il s'agit d'une erreur de la British Airways, qui n'a pas chargé les caisses de l'écurie dans le bon avion. Toutefois, les observateurs estiment que l'entreprise chargée de l'acheminement des moteurs jusqu'à Montréal n'est pas arrivée à temps, ou qu'Andrea Moda Formula est endettée auprès de son motoriste, qui ne veut plus lui fournir de bloc,.
Finalement, l'équipe britannique Brabham Racing Organisation, également motorisée par Judd, prête son moteur de rechange aux ingénieurs d'Andrea Moda Formula pour l'installer sur le châssis de Moreno, qui réalise le cinquième et dernier temps de la séance de préqualification, à 14 secondes du dernier préqualifié, Andrea Chiesa. Le second châssis S921 ne disposant pas de moteur, Perry McCarthy est forfait pour le Grand Prix, l'écurie invoquant le cas de force majeure. Lassé de la situation burlesque de l'écurie, le directeur sportif, Frédéric Dhainhaut, démissionne de son poste,.
Quinze jours plus tard, le Grand Prix de France se déroule dans des conditions difficiles puisqu'une grève des transporteurs routiers paralyse les grands axes du territoire. Toutes les écuries réussissent tant bien que mal à rejoindre le circuit de Nevers Magny-Cours sauf une, Andrea Moda Formula,.Théoriquement, Sassetti peut légitimement invoquer un cas de force majeure pour son absence mais, preuve de l'amateurisme de l'équipe, il prévient, par télécopieur, Bernie Ecclestone et non les représentants officiels du circuit. L'écurie est condamnée à 400 000 dollars d'amende et continue à se discréditer aux yeux des observateurs qui soupçonnent Sassetti de faire volontairement l'impasse sur la manche française afin d'économiser de l'argent. Cette nouvelle frasque entraîne la démission de plusieurs membres du personnel de l'équipe ainsi que le retrait de la quasi-totalité de ses commanditaires, mettant ainsi Andrea Moda Formula en grande difficulté financière,.

### De fortes tensions entre Perry McCarthy et Andrea Sassetti
La semaine suivante, les écuries se rendent sur le circuit de Silverstone pour le Grand Prix de Grande-Bretagne. Lors des pré-qualifications, Roberto Moreno établit le cinquième temps de la séance en 1 min 30 s 592, à 1,5 seconde du dernier pré-qualifié, Andrea Chiesa et à 11,6 secondes de la pole position de Nigel Mansell sur Williams-Renault. La séance du Brésilien est interrompue par une panne d'essence.
Perry McCarthy dispute les pré-qualifications avec des pneus pluie usagés alors que la piste est sèche. Le Britannique, avec un temps en 1 min 46 s 719, tourne 16 secondes plus lentement que son coéquipier. Après avoir effectué deux tours, l'embrayage de sa S921 se brise et met fin au weekend de course de l'écurie puisqu'aucun pilote ne se pré-qualifie,,.
Concernant sa mésaventure lors de son Grand Prix national, McCarthy déclare : « Décevoir tous les fans à Silverstone m'a fait beaucoup de peine. Il y avait en moi une boule d'énergie, de passion, d'optimisme, un certain talent, j'étais prêt à faire tout ce qu'il fallait devant mon public mais j'ai été ridiculisé. Mais je ne laisserais plus personne voir cela ». Toutefois, loin de perdre son sens de l'humour, le Britannique et ses amis vendent à 1 000 spectateurs du Grand Prix un tee-shirt sur lequel est inscrit de face « Let Pel Out ! » (un slogan utilisé dans le paddock en soutien à McCarthy) et de dos « Car 35… where are you ? » (le nombre 35 est son numéro de course), rapportant ainsi un peu de liquidités à Perry et à son épouse, en manque d'argent.
Perry McCarthy, mécontent de sa situation au sein d'Andrea Moda Formula, décide de rencontrer Andrea Sassetti en Italie ; cette entrevue ne fait que mettre en lumière leur antagonisme aux yeux du grand public, le Britannique n'étant engagé que pour remplir l'obligation auprès de la FISA d'aligner deux monoplaces en Grand Prix. Lors des pré-qualifications de la manche suivante, en Allemagne, McCarthy n'est autorisé à effectuer qu'un seul tour non chronométré, qui plus est avec un moteur défectueux. À son retour aux stands, il oublie de se rendre au contrôle de la pesée, ce qui entraîne son exclusion du Grand Prix.
Roberto Moreno, qui a réalisé son meilleur temps en 1 min 48 s 878, échoue à se pré-qualifier pour trois dixièmes de seconde face à Chiesa. La prestation de l'écurie italienne à Hockenheim confirme les soupçons qu'Andrea Moda Formula ne dispose que d'un seul châssis roulant pour deux inscriptions en championnat,.

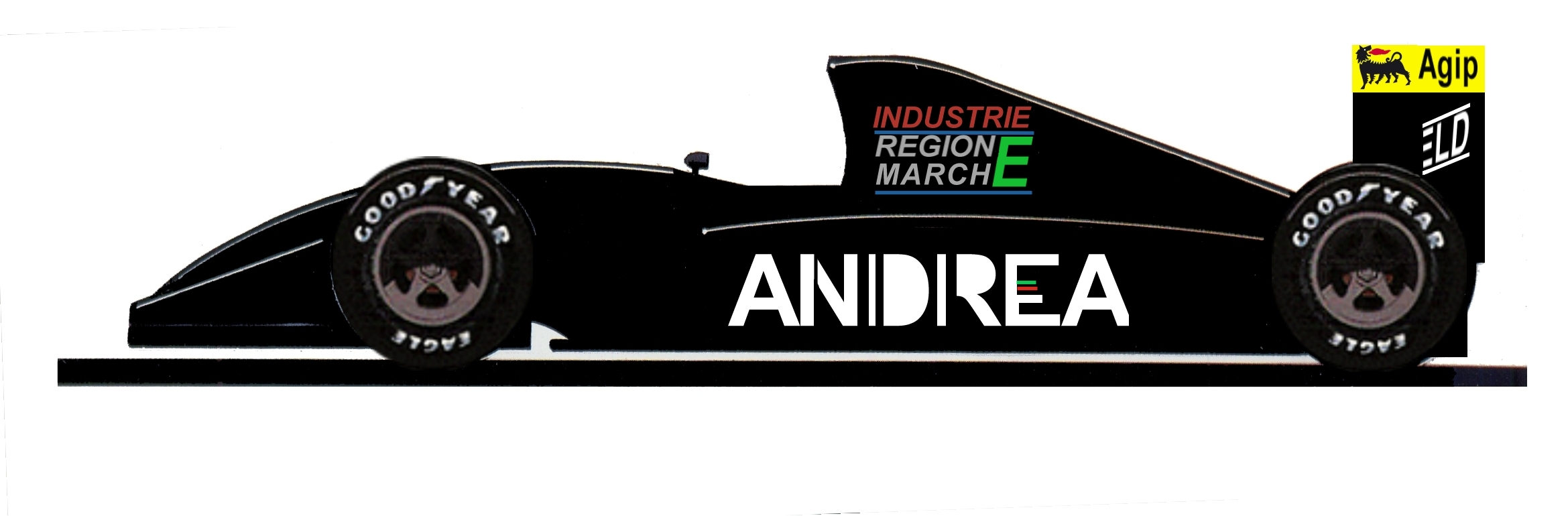
Représentation de l'Andrea Moda S921, dépourvue de sponsors, telle qu'elle est engagée en Hongrie.

Trois semaines plus tard, lors du Grand Prix de Hongrie, l'écurie Brabham Racing Organisation n'aligne que la monoplace de Damon Hill puisque Julian Bailey, qui devait remplacer Eric van de Poele parti chez Fondmetal, s'est désisté au dernier moment ; un seul pilote est éliminé lors des pré-qualifications. McCarthy fulmine en voyant que les mécaniciens ne s'occupent que de la monoplace de Moreno, et n'est autorisé à prendre le départ que 45 secondes avant la fin de la séance, ce qui l'empêche d'effectuer le moindre tour lancé. La FISA donne un avertissement à Andrea Moda Formula, la sommant « de faire de sérieux efforts pour se qualifier pour la course » avec deux monoplaces pour le Grand Prix suivant, en Belgique, sans quoi l'écurie italienne risque d'être exclue définitivement du championnat du monde,. Roberto Moreno, quatrième temps des pré-qualifications, en 1 min 25 s 567, à 1,1 seconde du troisième pré-qualifié, Ukyo Katayama sur Larrousse-Lamborghini, est autorisé à poursuivre le weekend de course. Finalement, avec son meilleur temps des qualifications effectué le vendredi, Moreno occupe la trentième et dernière place des qualifications, rendant 1,3 seconde à Pierluigi Martini (Scuderia Italia), vingt-sixième et dernier qualifié, et 6,8 secondes à Patrese, auteur de la pole position.
Alors que McCarthy est très remonté par la façon dont il est traité par son écurie, le patron de Footwork Racing, Jackie Oliver, impressionné par la ténacité du novice britannique, le contacte afin de lui offrir une séance d'essais au volant de l'une de ses monoplaces. Sassetti, en froid avec son pilote, ne l'autorise pas à rejoindre l'écurie anglaise.

### L'exclusion de l'écurie du championnat du monde
Deux semaines plus tard, au Grand Prix de Belgique, la séance de pré-qualification n'est pas organisée puisque Brabham a déclaré forfait pour cette manche. L'écurie britannique, qui espère être de retour pour le Grand Prix d'Italie, ne reviendra jamais en Formule 1. Lors des premiers essais libres à Spa-Francorchamps, alors que Roberto Moreno n'effectue aucun tour chronométré, Perry McCarthy réalise le vingt-neuvième temps de la séance en 2 min 8 s 583, à près de six secondes du vingt-huitième temps de Christian Fittipaldi sur Minardi M192, et à seize secondes de Nigel Mansell, sur Williams FW14B. Durant la première séance de qualifications, seuls vingt-neuf pilotes prennent part aux qualifications, à la suite du grave accident du pilote Ligier Érik Comas lors des premiers essais libres. Moreno et McCarthy occupent les deux dernières places provisoires de cette session ; le Brésilien, dont la séance est interrompue par la rupture de son moteur, tourne en 2 min 5 s 096, soit 5,7 secondes plus lentement que le Japonais Ukyo Katayama, vingt-sixième et dernier qualifié provisoire. Le Britannique, avec un meilleur temps (2 min 15 s 050) est plus lent que Moreno de dix secondes puisqu'il pilote une S921 qui a subi deux crash-tests imposés par la FISA et a perdu toute rigidité. De plus, son équipe lui a installé une colonne de direction cassée par Moreno lors du Grand Prix précédent ; le Britannique ne l'apprend qu'en cours de session, par radio. Le lendemain, la seconde séance d'essais libres se déroule sous la pluie et aucune Andrea Moda ne prend la piste. Les qualifications se déroulent également dans des conditions météorologiques difficiles et McCarthy, à l'instar d'autres pilotes, ne prend pas en piste tandis que Moreno, vingt-deuxième et dernier de la séance (2 min 24 s 830) n'améliore pas son temps. Les deux pilotes ne se qualifient pas pour la course.
Hors-piste, l'épreuve belge est marquée par plusieurs événements au sein d'Andrea Moda. Le vendredi, un huissier de justice vient saisir du matériel, Andrea Sassetti n'ayant pas payé un fournisseur. Il indique à l'huissier que les pièces réclamées ne peuvent être saisies car elles sont fournies par un autre sous-traitant et présente des factures témoignant de sa bonne foi. En fin de journée, Sassetti et plusieurs de ses mécaniciens se battent, le patron de l'écurie ne leur ayant pas versé leur salaire. Dans la nuit de vendredi à samedi, Sassetti et le nouveau directeur sportif de l'écurie, l'Italien Sergio Zago, sont arrêtés et inculpés de fraude fiscale, de faux et usage de faux : ils auraient payé un fournisseur avec un chèque falsifié. Après une nuit passée dans la prison de Liège, Sassetti et Zago sont relaxés,. À la suite de cette arrestation, John Judd se rend dans le paddock du circuit de Spa-Francorchamps en raison de factures impayées concernant l'un des deux moteurs Judd qu'il fournit à Andrea Moda Formula. Après l'épreuve belge, McCarthy, considérant que sa vie n'est plus en sécurité après avoir piloté une voiture à la colonne de direction brisée, quitte l'écurie.
Le 7 septembre, une semaine après le Grand Prix de Belgique, la FISA publie un communiqué annonçant que le conseil mondial décide, sur proposition du bureau permanent de la commission F1, d'exclure définitivement Andrea Moda Formula, avec effet immédiat, au titre de l'article 166 qui prévoit l'exclusion du championnat pour nuisance à sa réputation. Toutefois, trois jours plus tard, en marge du Grand Prix d'Italie, Sassetti fait pénétrer illégalement ses camions dans le paddock du circuit de Monza. Il décharge son matériel, composé notamment d'un exemplaire de la S921 et d'un moteur Judd, dans les stands, une fois le contrôle technique des autres monoplaces effectué. L'homme d'affaires italien dépose un recours afin de faire participer Roberto Moreno au Grand Prix mais sa demande est rejetée, la Formula One Constructors Association, l'organisme dirigé par Bernie Ecclestone qui gère les droits commerciaux de la Formule 1, faisant partir les camions de l'écurie italienne du circuit. Après cette énième frasque, Andrea Moda Formula disparaît définitivement,.

## Andrea Moda Formula, une écurie à l'esprit peu sportif

### Des violations du règlement qui ont déjà connu des précédents
Outre l'arrestation d'Andrea Sassetti et de Sergio Zago au Grand Prix de Belgique 1992, les violations de la réglementation de la Formule 1 commises par Andrea Moda Formula ont déjà connu des précédents. En effet, en 1987, l'écurie italienne Middlebridge-Trussardi a été disqualifiée car elle souhaitait utiliser une monoplace déjà existante, la Benetton B186. De plus, la négligence d'une des voitures engagées en championnat n'est pas nouveau : en effet, en 1990, l'écurie italienne Eurobrun Racing, disposant de deux monoplaces, n'en préparait qu'une seule de façon sérieuse pour les Grands Prix. La seconde voiture, confiée à Claudio Langes, ne sert que de voiture de rechange et de réservoir de pièces détachées au premier pilote de l'équipe, Roberto Moreno. Un an auparavant, l'écurie française Automobiles Gonfaronnaises Sportives envoie délibérément en piste son second pilote, Joachim Winkelhock, avec un réservoir de carburant plein ou des pneumatiques usés pour qu'il ne puisse pas se préqualifier. Enfin, un problème technique précoce est déjà survenu lors du Grand Prix du Portugal 1991 : Pedro Chaves, au volant d'une Coloni, voit sa séance de préqualification interrompue à cause d'une casse moteur après avoir parcouru 20 mètres. Ce record est battu par Perry McCarthy au Grand Prix d'Espagne 1992. Toutefois, Andrea Moda Formula est la seule écurie de l'histoire de la Formule 1 à cumuler simultanément tous ces déboires.

### Une équipe peu sérieuse
Contrairement à d'autres écuries de fond de grille, qui, en dépit de leurs résultats médiocres, sont reconnues par le monde de la Formule 1 comme ayant un « esprit olympique », comme Osella, ou comme fournissant de « vaillants efforts », comme la Scuderia Minardi, Andrea Moda Formula n'est jamais évoquée de façon positive,. En effet, l'écurie est perçue comme une « farce », « le flop de la saison 1992 de Formule 1 », les observateurs jugeant ses performances comme étant « ternes », « chaotiques » et « honteuses »,,,. Selon David Hodges, « jamais un projet de Formule 1 n'a commencé de manière aussi désastreuse et ne s'est terminé aussi honteusement ».
Dans un article paru en 1998, Perry McCarthy décrit l'amateurisme et le caractère peu sportif d'Andrea Moda Formula et d'Andrea Sassetti en donnant quelques exemples : « Coloni consiste en un couple de vieux châssis, un moteur rouillé, un transporteur qui ressemblait à un camion de viande vide, et deux clés à molettes. Il a payé deux millions de dollars pour ça. Pas étonnant qu'il était amer et tordu ». Le Britannique affirme également que l'un de ses mécaniciens était le chef cuisinier de la Scuderia Minardi, en 1991 : « Vous veniez lui parler de sous-virage et il vous disait : J'sais pas à propos du sous-virage, mais j'ai fait de délicieuses pâtes pour votre déjeuner ».

## Tentative de retour, commanditaire en ChampCar
À l'automne 1992, Andrea Sassetti annonce vouloir engager Andrea Formula pour la saison 1993 du championnat du monde de Formule 1. Toutefois, il dépose sa candidature auprès de la FISA après la date butoir du 28 novembre, et donc, sa demande a été rejetée.
En 1993, Andrea Moda est le commanditaire principal de l'écurie italienne EuroMotorsport, engagée en Champ Car. L'équipe engage des Lola à la livrée noire, pilotées par Andrea Chiesa, Christian Danner, Davy Jones, David Kudrave, Andrea Montermini et Jeff Wood. Montermini est le meilleur pilote de l'écurie, terminant à la dix-huitième place du championnat avec douze points.

## Encadrement de l'écurie Andrea Moda Formula

### Andrea Sassetti, fondateur de l'écurie
Le propriétaire d'Andrea Moda Formula est Andrea Sassetti, un homme d'affaires italien né en 1960 à Monte San Pietrangeli, dans les Marches en Italie, qui a créé sa marque de chaussures en 1985, Andrea Moda. Les éléments constitutifs de sa biographie s'avèrent très divergents. En effet, d'après certaines sources, Sassetti est membre d'une riche famille de fabricants de chaussures, mais d'autres sources évoquent qu'il est devenu riche grâce à une somme importante gagnée au poker, tandis que quelques observateurs le soupçonnent de pratiquer un commerce illégal et d'avoir des contacts avec le crime organisé. La presse spécialisée rapporte également que Sassetti et le personnel de son écurie ont été impliqués à plusieurs reprises au cours de l'année 1992 dans des conflits armés. Toutefois, d'après un entretien téléphonique publié sur Internet, Sassetti est issu d'une famille de paysans pauvres, qui s'est enrichi en travaillant et en gagnant de l'argent grâce aux jeux de hasard,.
Sassetti n'a aucune expérience en sport automobile lorsqu'il rachète Coloni en septembre 1991. Ainsi, les autres activités professionnelles de l'homme d'affaires italien servent dès la naissance d'Andrea Moda Formula à décrire l'écurie et son patron, qualifié de « magnat de la chaussure », « patron d'un groupe industriel de la chaussure », ou de « roi italien du prêt-à-porter »,,,. Toujours vêtu de noir dans le paddock, Sassetti est considéré comme un play-boy au « caractère mystérieux ». Toutefois, au fur et à mesure des déboires de l'écurie au cours du championnat du monde de Formule 1 1992, il est rapidement décrit de manière péjorative : si la presse le qualifie de « personne louche » et « dilettante », son ancien pilote, Alex Caffi, le considère dans un entretien paru en 2006 comme étant un « homme fou qui a fini par tout gâcher »,.

### Paul Burgess, directeur technique
Le directeur technique d'Andrea Moda Formula est l'ingénieur américain Paul Burgess. Après avoir travaillé en Formule 3000, il est recruté en tant qu'ingénieur pour les écuries Tyrrell Racing et Team Lotus, avant de devenir l'ingénieur de course de Bertrand Gachot chez Coloni en 1990, où il est notamment impliqué dans le chaotique projet de moteur Subaru. Burgess supervise la mise à niveau de la Coloni C4B, puis la conception de l'Andrea Moda S921, avant de devenir l'ingénieur de course de Roberto Moreno et de Perry McCarthy durant l'été 1992,,.

### Frédéric Dhainhaut, directeur sportif
D'après l'accord de vente conclu entre Andrea Sassetti et Enzo Coloni, ce dernier doit officier en tant que directeur des opérations et directeur sportif de l'écurie. Toutefois, en décembre 1991, Coloni est limogé par l’homme d'affaires italien, et est remplacé tardivement par le Français Frédéric Dhainhaut. Né à Neuilly-sur-Seine, cet ancien étudiant à l'académie des beaux-arts de Florence, alors employé au sein de la société Autosonik, qui sponsorise l'écurie de Formule 2 Minardi en 1981, rejoint l'équipe française AGS en 1983 en tant que manager, poste qu'il occupe jusqu'en septembre 1988, où il devient directeur des opérations de Coloni. Deux ans plus tard, il occupe cette même fonction chez Larrousse, avant de songer à fonder sa propre écurie de Formule 1. La crise l'empêche de réaliser ce projet, et en mai 1992, le détenteur des droits commerciaux de la Formule 1, Bernie Ecclestone, le pousse à rejoindre Andrea Moda Formula, pensant qu'il serait judicieux de placer un homme expérimenté à la tête de l'écurie italienne. Néanmoins, Dhainhaut quitte Andrea Moda Formula un mois plus tard, convaincu que Sassetti et les mécaniciens de l'équipe n'exécutaient pas ses instructions de course. Il est remplacé par l'Italien Sergio Zago jusqu'à la disparition de l'écurie.

## Résultats en championnat du monde de Formule 1
| Saison | Écurie              | Châssis                     | Moteur  | Pneus    | Pilotes                                                   | Grands Prix disputés | Points inscrits | Classement |
| ------ | ------------------- | --------------------------- | ------- | -------- | --------------------------------------------------------- | -------------------- | --------------- | ---------- |
| 1992   | Andrea Moda Formula | Coloni C4B Andrea Moda S921 | Judd V8 | Goodyear | Alex Caffi Enrico Bertaggia Roberto Moreno Perry McCarthy | 12                   | 0               | 16e        |

| Saison | Écurie              | Châssis                     | Moteur      | Pneumatiques | Pilotes          | Courses | Courses | Courses | Courses | Courses | Courses | Courses | Courses | Courses | Courses | Courses | Courses | Courses | Courses | Courses | Courses | Points inscrits | Classement |
| Saison | Écurie              | Châssis                     | Moteur      | Pneumatiques | Pilotes          | 1       | 2       | 3       | 4       | 5       | 6       | 7       | 8       | 9       | 10      | 11      | 12      | 13      | 14      | 15      | 16      | Points inscrits | Classement |
| ------ | ------------------- | --------------------------- | ----------- | ------------ | ---------------- | ------- | ------- | ------- | ------- | ------- | ------- | ------- | ------- | ------- | ------- | ------- | ------- | ------- | ------- | ------- | ------- | --------------- | ---------- |
| 1992   | Andrea Moda Formula | Coloni C4B Andrea Moda S921 | Judd GV V10 | Goodyear     |                  | AFS     | MEX     | BRÉ     | ESP     | SMR     | MON     | CAN     | FRA     | GBR     | ALL     | HON     | BEL     | ITA     | POR     | JAP     | AUS     | 0               | 16e        |
| 1992   | Andrea Moda Formula | Coloni C4B Andrea Moda S921 | Judd GV V10 | Goodyear     | Alex Caffi       | Exc.    | Forf    |         |         |         |         |         |         |         |         |         |         |         |         |         |         | 0               | 16e        |
| 1992   | Andrea Moda Formula | Coloni C4B Andrea Moda S921 | Judd GV V10 | Goodyear     | Enrico Bertaggia | Exc.    | Forf    |         |         |         |         |         |         |         |         |         |         |         |         |         |         | 0               | 16e        |
| 1992   | Andrea Moda Formula | Coloni C4B Andrea Moda S921 | Judd GV V10 | Goodyear     | Roberto Moreno   |         |         | Npq     | Npq     | Npq     | Abd     | Npq     | Forf    | Npq     | Npq     | Nq      | Nq      |         |         |         |         | 0               | 16e        |
| 1992   | Andrea Moda Formula | Coloni C4B Andrea Moda S921 | Judd GV V10 | Goodyear     | Perry McCarthy   |         |         | Exc.    | Npq     | Npq     | Npq     | Forf    | Forf    | Npq     | Exc.    | Npq     | Nq      |         |         |         |         | 0               | 16e        |

Légende : ici 

### Citations originales
1. ↑  (en) « eligible for application »